# Birobates reductus
Birobates reductus är en kvalsterart som beskrevs av Balogh 1970. Birobates reductus ingår i släktet Birobates och familjen Oripodidae. Inga underarter finns listade.